# Ninh Gia
Ninh Gia là một xã thuộc tỉnh Lâm Đồng, Việt Nam.

## Địa lý
Xã Ninh Gia nằm ở trung tâm tỉnh Lâm Đồng, có vị trí địa lý:
- Phía đông giáp xã Đức Trọng và xã Tà Hine.
- Phía tây giáp xã Gia Hiệp và xã Tân Hà Lâm Hà.
- Phía nam giáp xã Gia Hiệp.
- Phía bắc giáp xã Tân Hội và xã Đức Trọng.

Xã Ninh Gia có diện tích 143,83 km², dân số năm 2025 là 16.311 người, mật độ dân số đạt 113 người/km².

## Hành chính
Xã Ninh Gia được chia thành 9 thôn: Đại Ninh, Đăng Srõn, Hiệp Hoà, Hiệp Thuận, Kinh Tế Mới, Ninh Hòa, Ninh Thiện, Tân Phú, Thiện Chí.

## Giao thông
Xã Ninh Gia có quốc lộ 20 và quốc lộ 28B đi qua.